# Dicrolene
Dicrolene is een geslacht van straalvinnige vissen uit de familie van naaldvissen (Ophidiidae). Het geslacht is voor het eerst wetenschappelijk beschreven in 1883 door Goode & Bean.

## Soorten
- Dicrolene filamentosa Garman, 1899.
- Dicrolene gregoryi Trotter, 1926.
- Dicrolene hubrechti Weber, 1913.
- Dicrolene introniger Goode & Bean, 1883.
- Dicrolene kanazawai Grey, 1958.
- Dicrolene longimana Smith & Radcliffe, 1913.
- Dicrolene mesogramma Shcherbachev, 1980.
- Dicrolene multifilis (Alcock, 1889).
- Dicrolene nigra (Parr, 1933).
- Dicrolene nigricaudis (Alcock, 1891).
- Dicrolene pallidus Hureau & Nielsen, 1981.
- Dicrolene pullata Garman, 1899.
- Dicrolene quinquarius (Günther, 1887).
- Dicrolene tristis Smith & Radcliffe, 1913.
- Dicrolene vaillanti (Alcock, 1890).